# Dutch angle

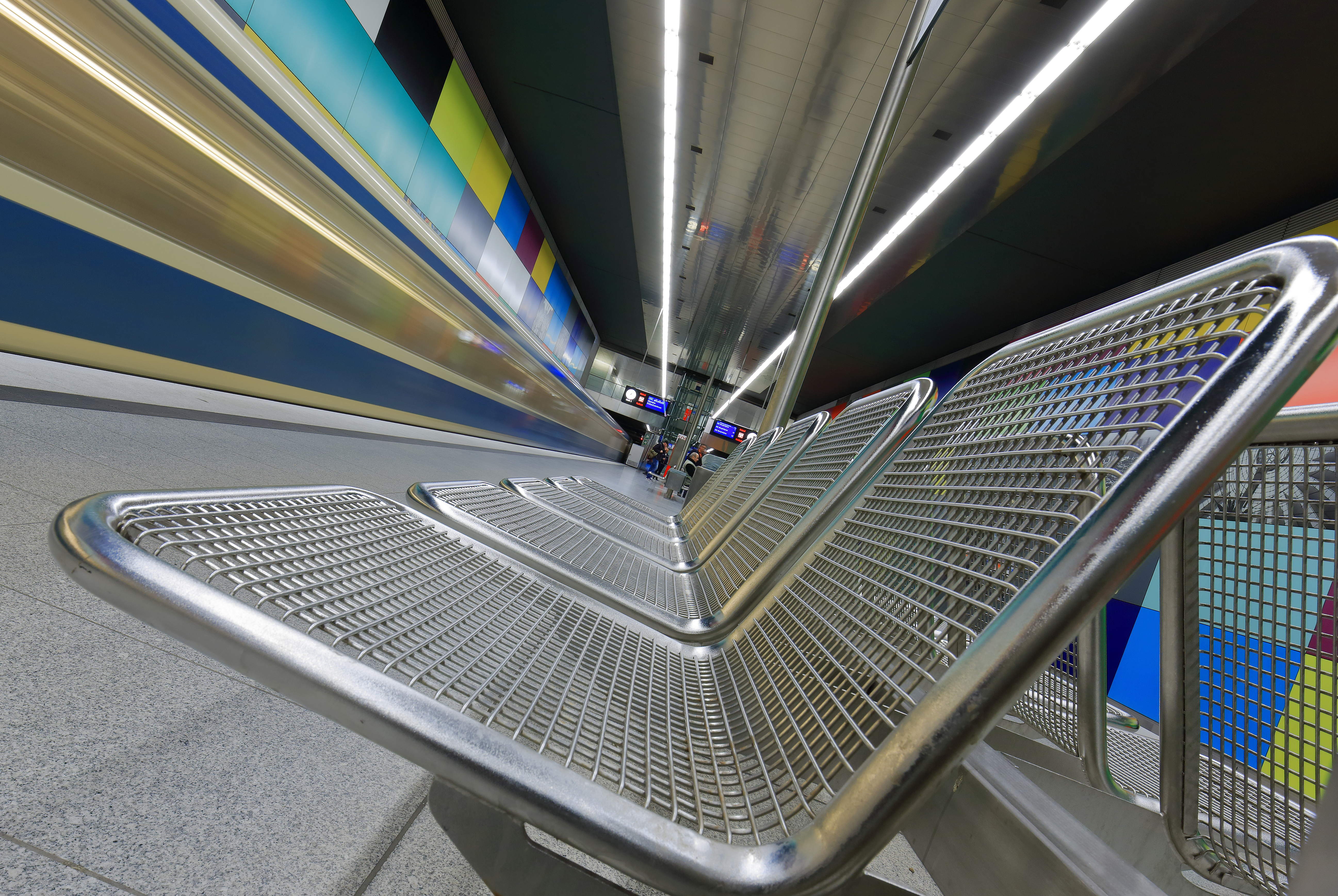
Metalen stoelen op het perron van het station Georg-Brauchle-Ring van de metro van München, gefotografeerd onder een Dutch angle

Een Dutch angle (ook wel canted framing, canted angle of Dutch tilt genoemd) is een filmtechniek waarbij de camera onder een hoek (Engels: angle) gehouden wordt. Het resultaat is een beeld waarbij de horizon niet horizontaal maar schuin loopt. De hellende horizon veroorzaakt vervreemding en desoriëntatie.
Bij de montage worden Dutch angles naar rechts en links vaak afwisselend met elkaar toegepast. Twee opeenvolgende shots van een horizon naar dezelfde kant maar onder een andere hoek zijn geen bevordering van het intrigerende effect.
De techniek werd veel gebruikt door filmregisseurs in Duitsland in de experimentele jaren dertig en veertig. De benaming is dus onjuist: in het Engels werd Deutsch verbasterd tot Dutch. 
In de film The Third Man uit 1949 wordt de Dutch angle veelvuldig toegepast. Het benadrukt op effectieve wijze de vervreemding van de personages in het door oorlog verwoeste Wenen. Volgens een anekdote kreeg de regisseur Carol Reed na de opnamen van William Wyler een waterpas ten geschenke met de bemoediging om in het vervolg toch meer te kiezen voor traditionele camerahoeken.
De animaties voor de televisieserie over Batman laten Dutch angles zien in de bewegingen van vliegende figuren. Elke schurk had zijn eigen hoek.

## Galerij

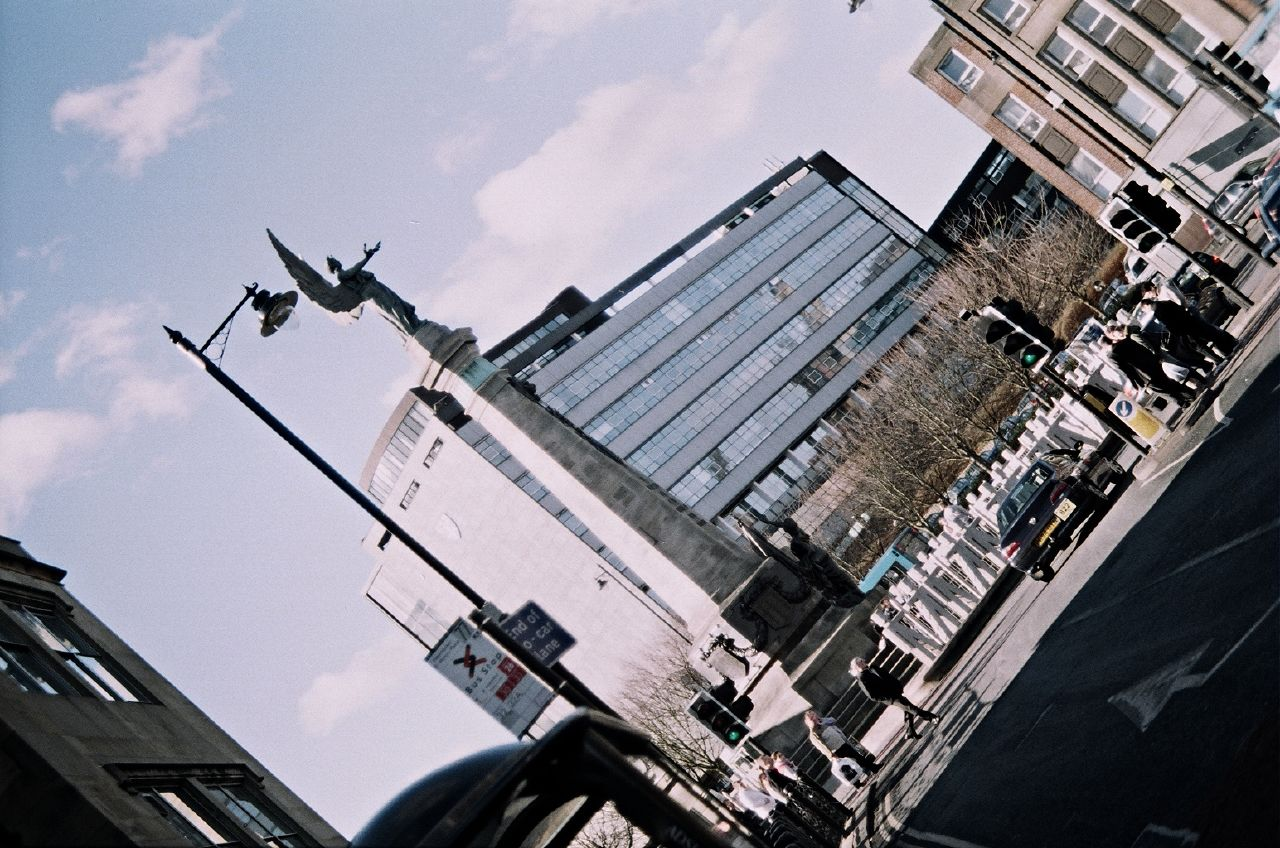
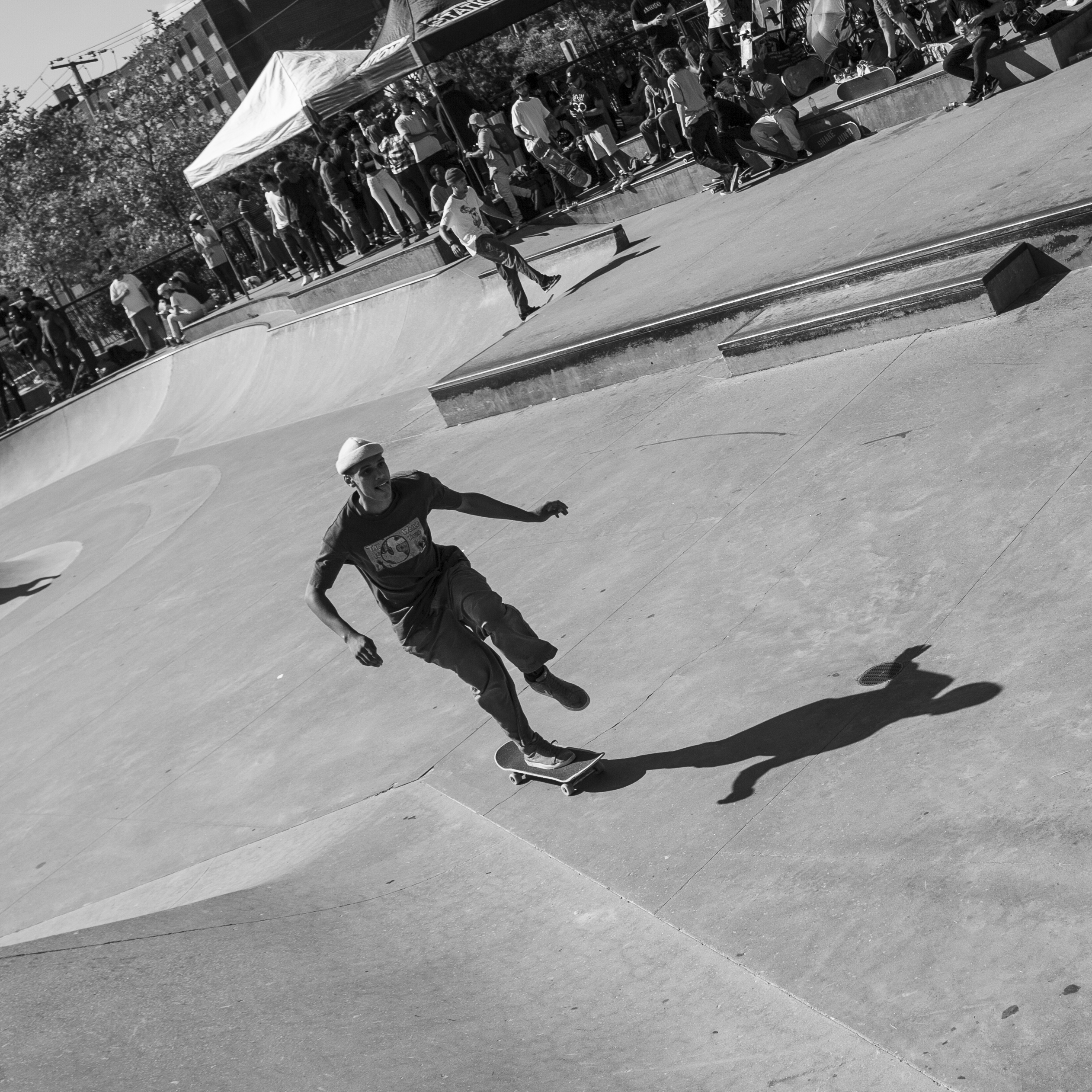
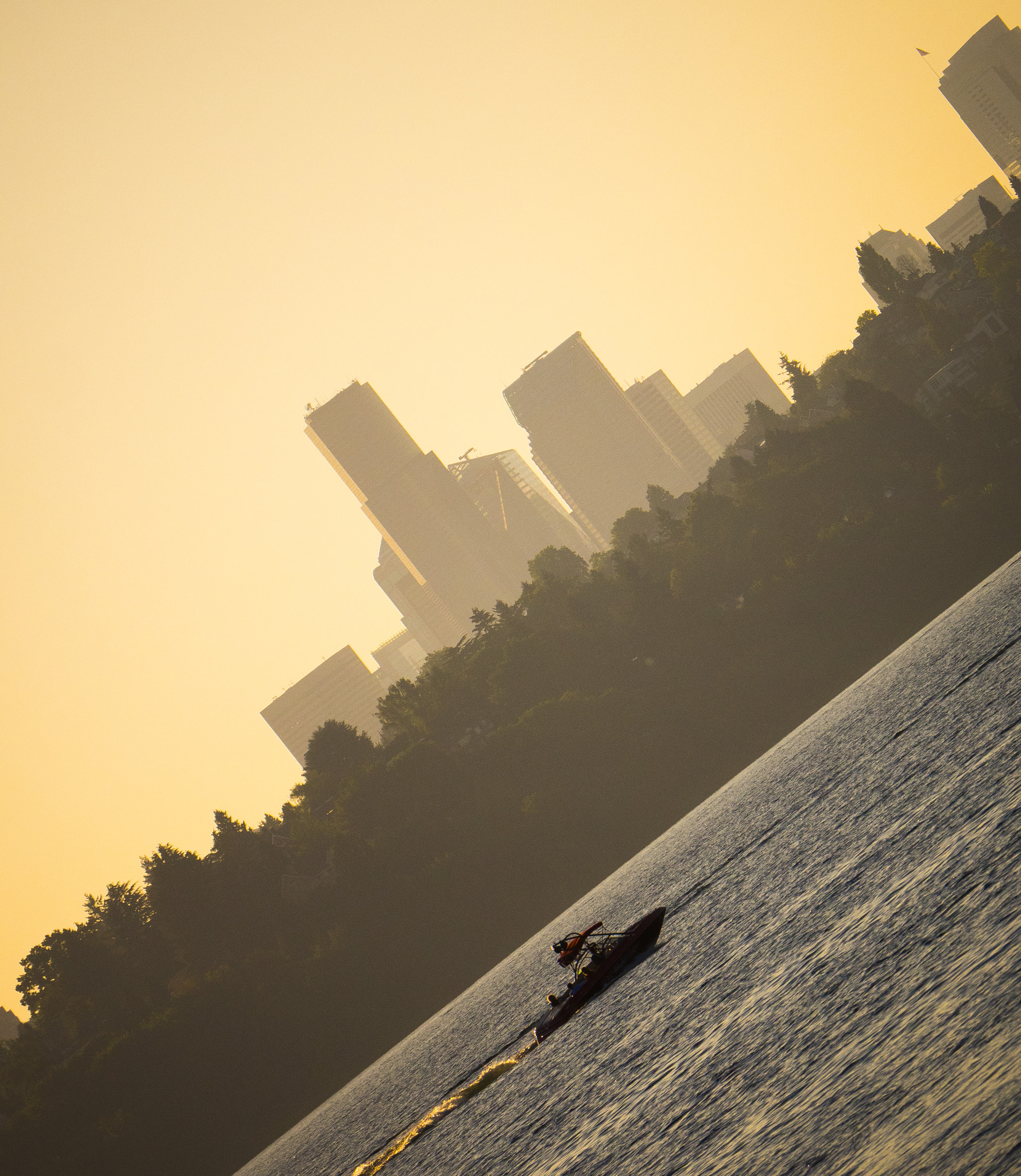
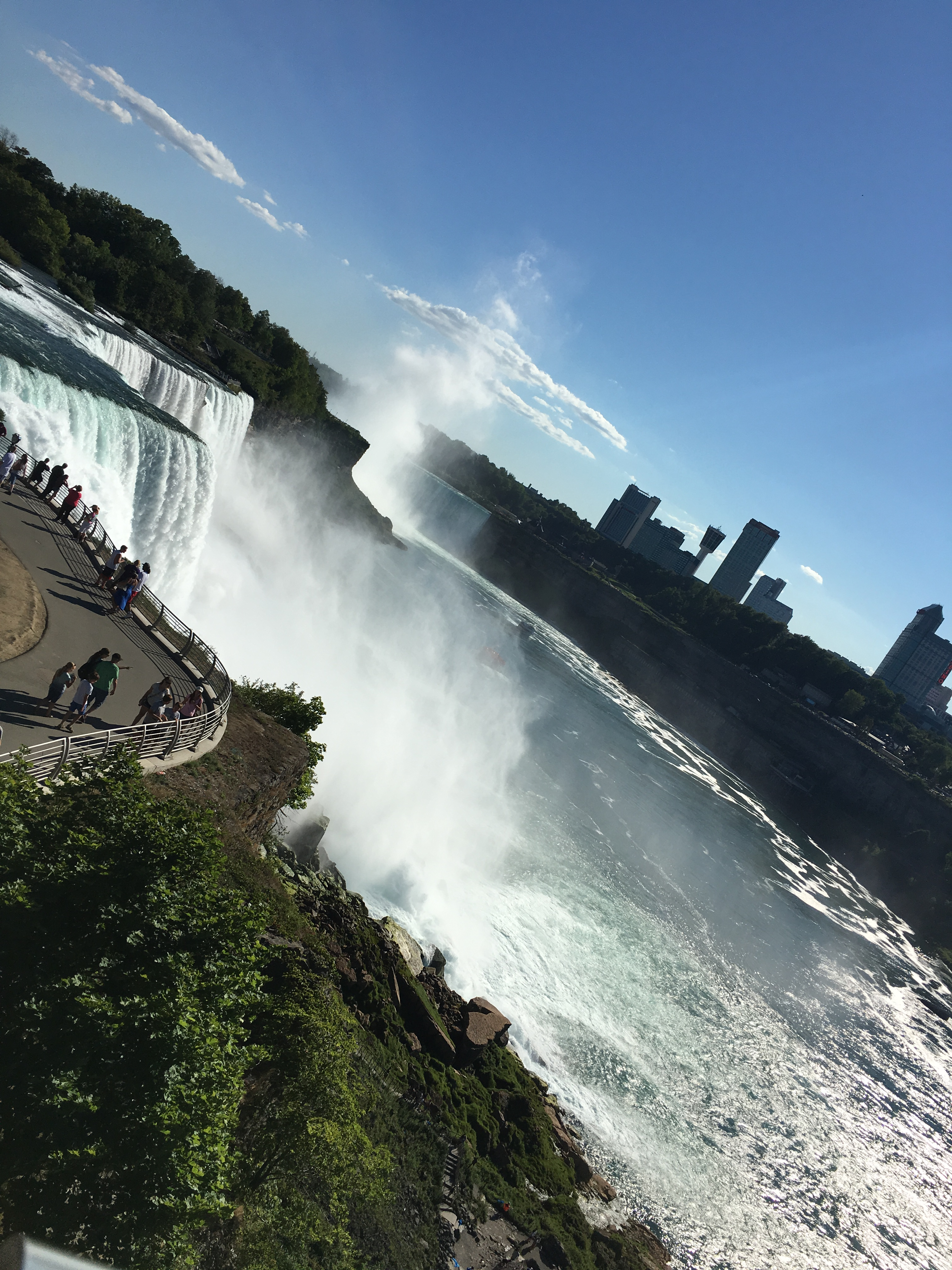
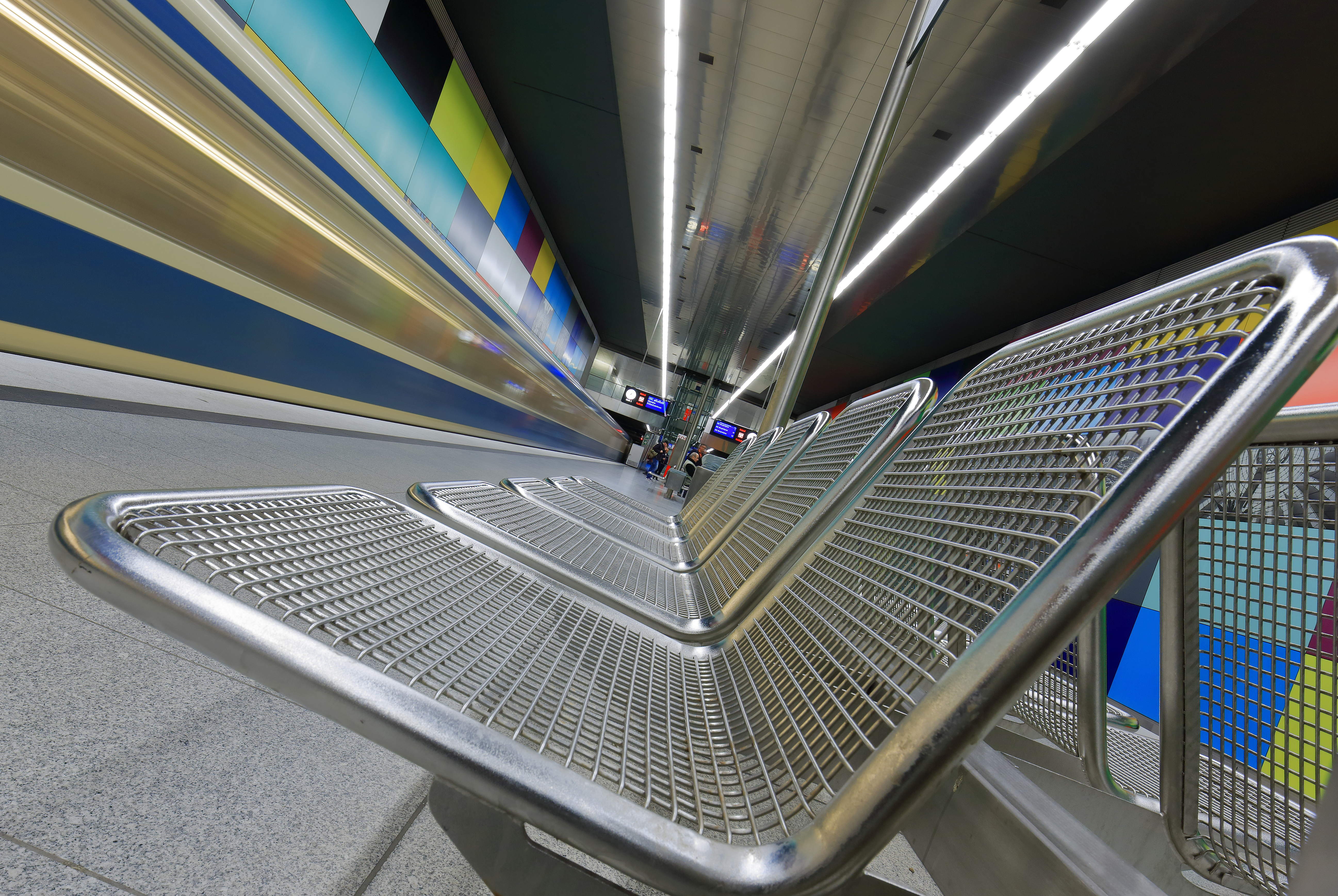
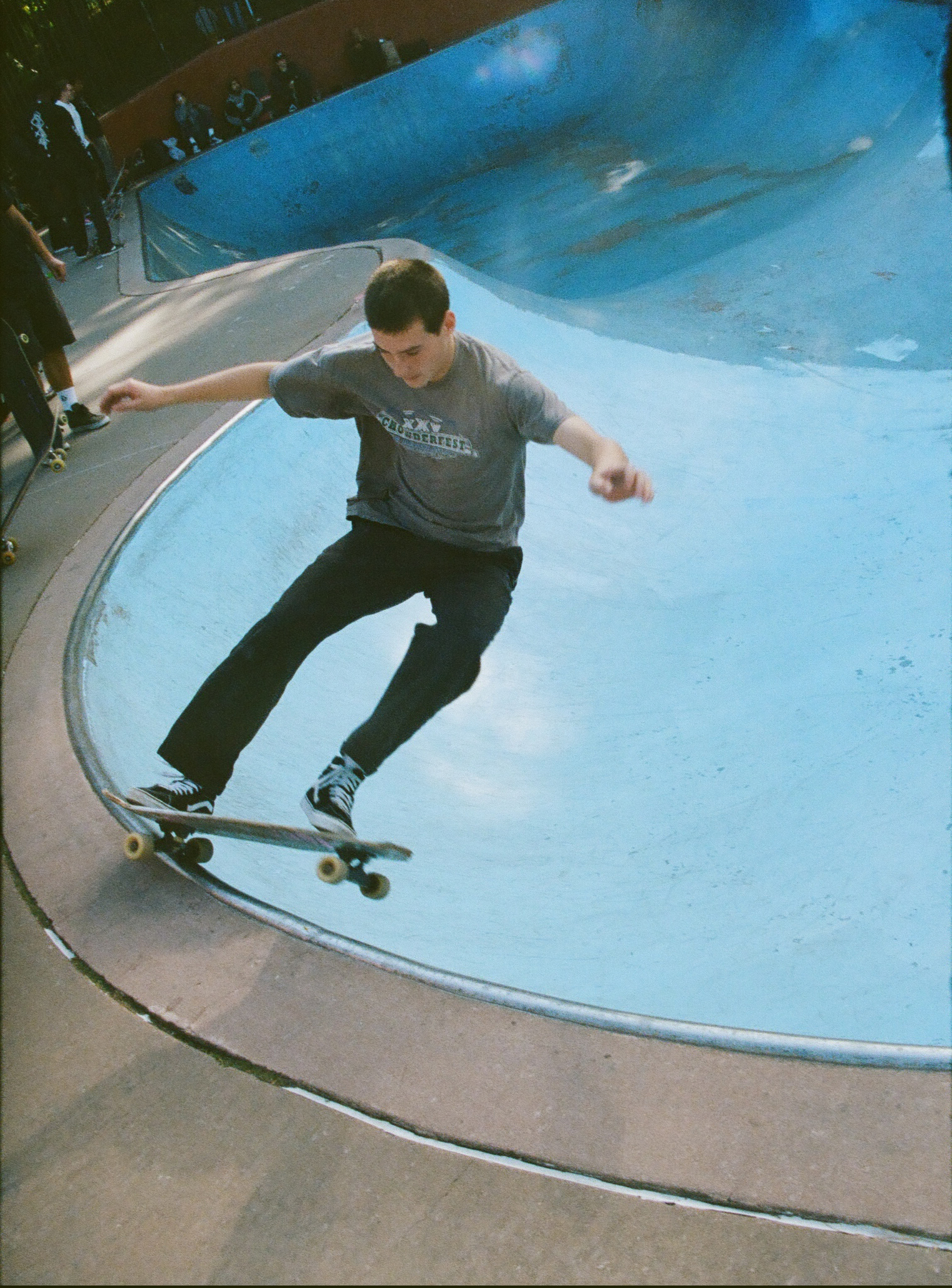
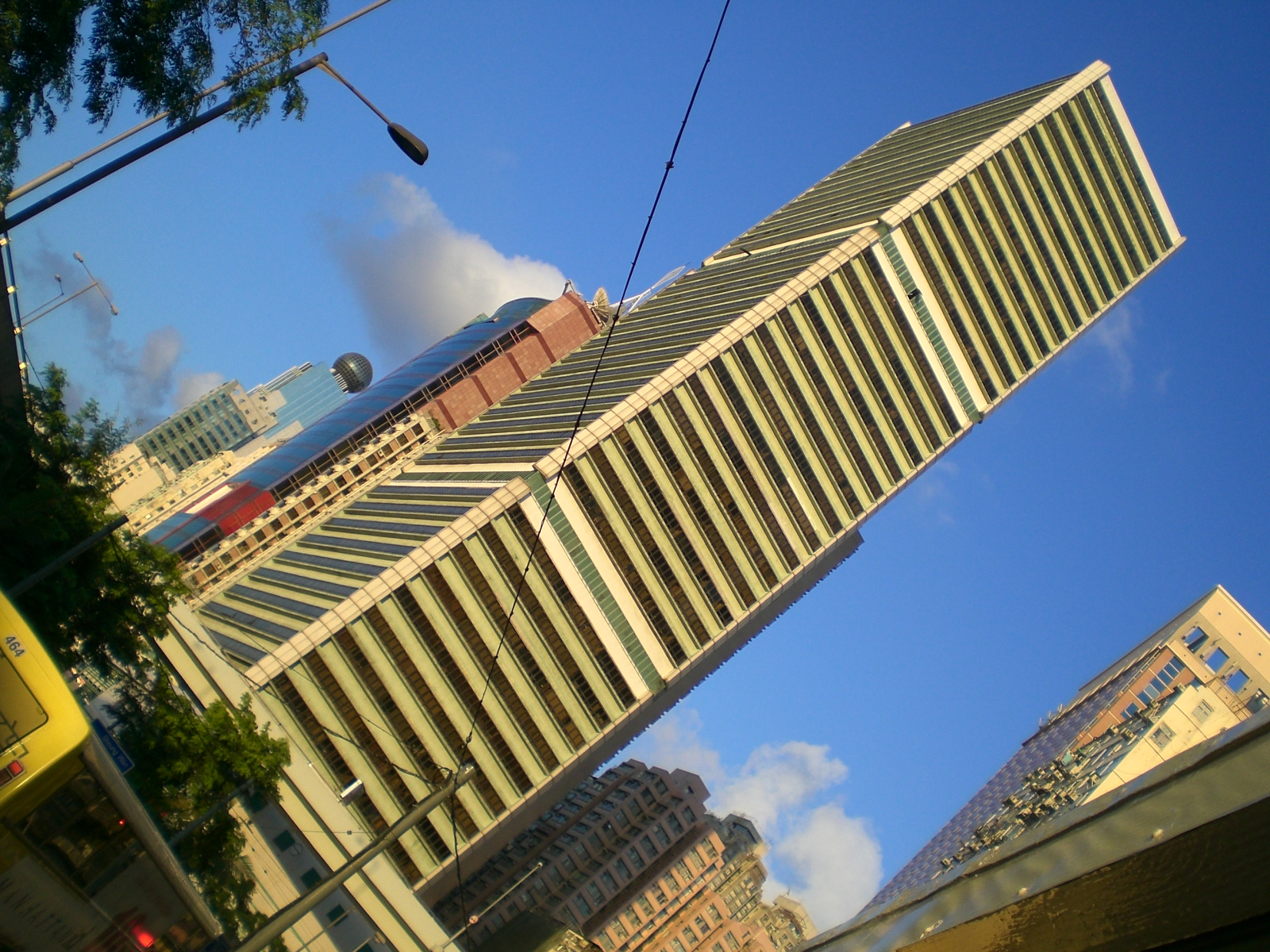
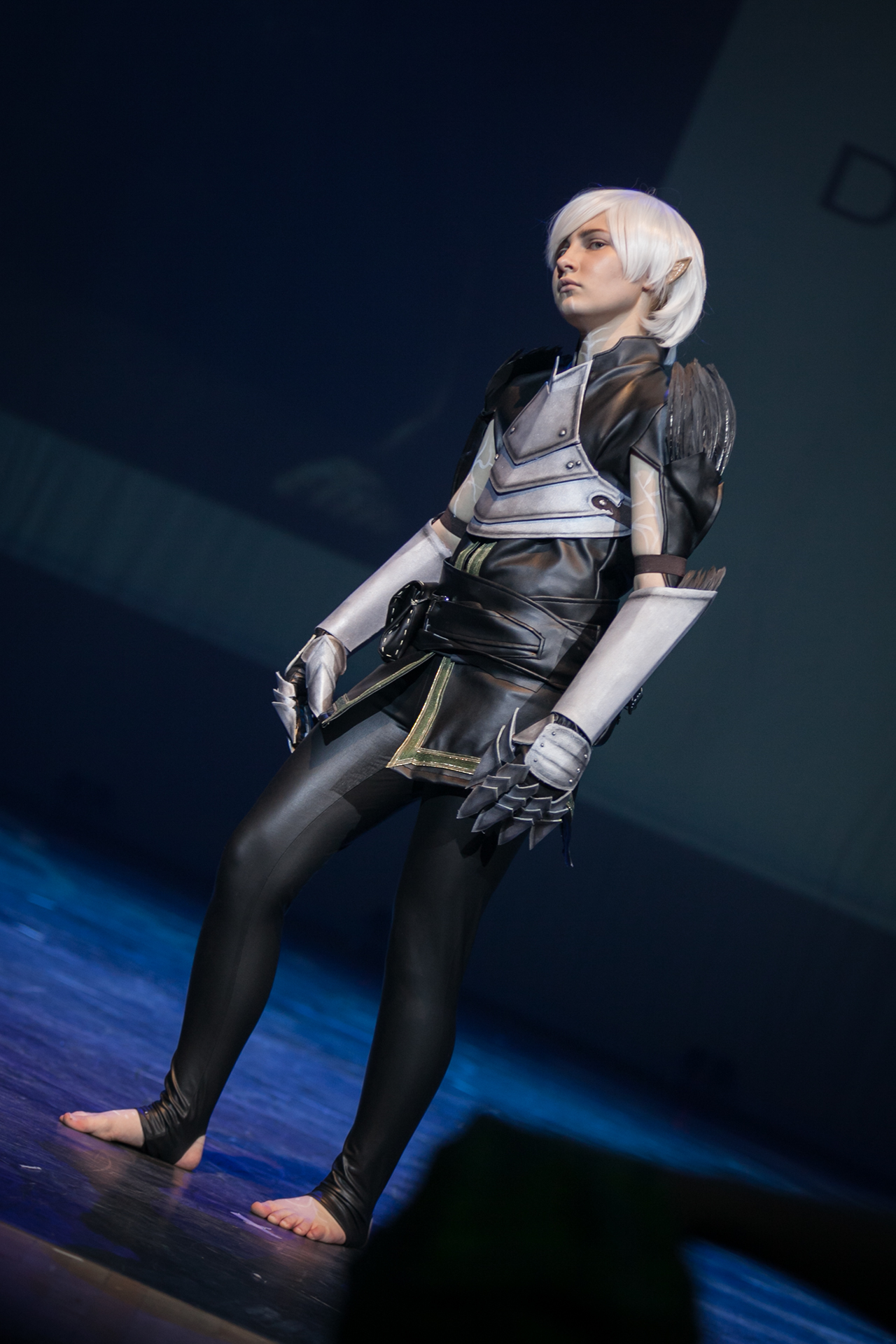
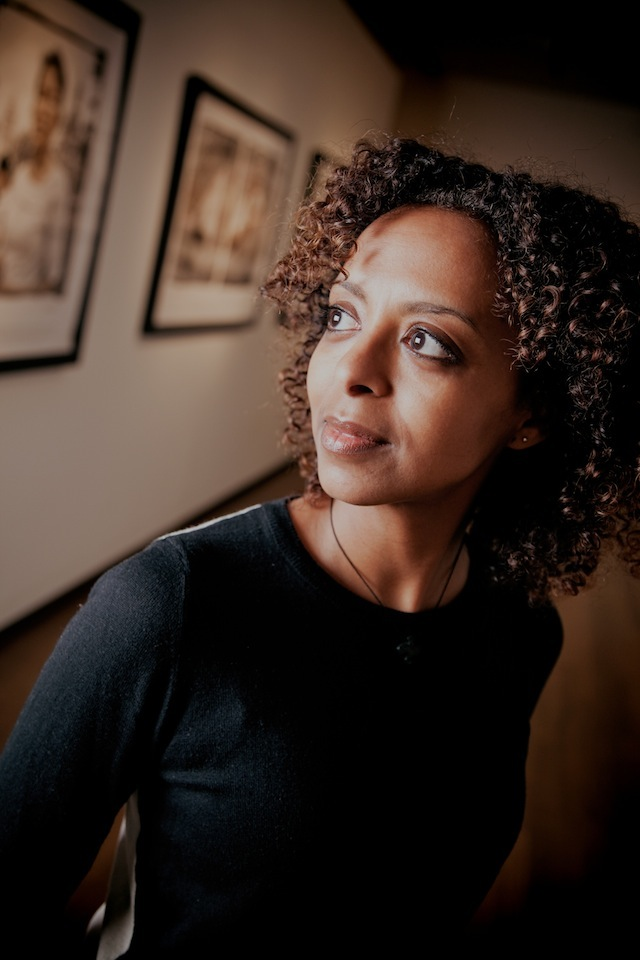